# Club Atlético Villa Elisa
El Club Atlético Villa Elisa, popularmente conocido por sus iniciales (CAVE) es una institución deportiva de Villa Elisa, departamento Colón, Entre Ríos. El Club, fundado el 2 de junio de 1927, cuenta con algunas participaciones en torneos de ascenso, Copa Entre Ríos y una larga trayectoria en la Liga Departamental de Fútbol de Colón.

## Historia

### Nacimiento
La fundación del Club se consumó por iniciativa de unos 60 vecinos encabezados por el doctor Agustín Gutiérrez quien fuera el primer presidente de la Institución. La reunión que materializó el sueño de un grupo de jóvenes tuvo lugar el 2 de junio de 1927 (siendo el tercer club más longevo de los que actualmente disputan la Liga Departamental de Fútbol de Colón) en un bar de la ciudad donde se decidió el nombre del Club, los colores y el uniforme que lo representaría: camiseta blanca con franja horizontal negra y pantalón negro.

### Fútbol Departamental
Con el pasar de los años Atlético Villa Elisa se convirtió en uno de los clubes más laureados de la Liga Departamental de Fútbol de Colón obteniendo una gran cantidad de títulos. En orden cronológico, el Club obtuvo los siguientes campeonatos: 1961 - 1964 - Apertura, Clausura y Anual 1995 - Torneo Único 1998 - Apertura 2000 - Apertura 2001 - Clausura 2008 - Apertura, Play Off y Final Anual 2016 - Play Off 2017 - Apertura 2018 - Apertura 2019.
Además, el CAVE participó en las siguientes competiciones organizadas por la Federación Entrerriana de Futbol (FEF): Torneo Regionalito 1996 y Copa Entre Ríos en sus ediciones 2019 y 2021/22.

### Torneos de Ascenso
En más de una ocasión el conjunto albinegro trascendió las fronteras regionales para participar de torneos de ascenso organizados por la Asociación del Fútbol Argentino.

#### Torneo Argentino B
Tras cortar una sequía de 31 años con la consagración en el Apertura 1995 se decidió participar en el Torneo Argentino B 1995/96. En esta competición, el conjunto dirigido por el uruguayo Nicolás Peralta y conformado en su totalidad por jugadores del Club fue eliminado en primera fase en un triangular que compartió con Santa Rosa de Chajarí y Colegiales de Concordia. A pesar de los adversos resultados deportivos, este torneo significó la primera experiencia del Club en competiciones oficiales de la AFA, marcando un hecho trascendental en la historia de la Institución Blanca y Negra. 

#### Torneo Federal C

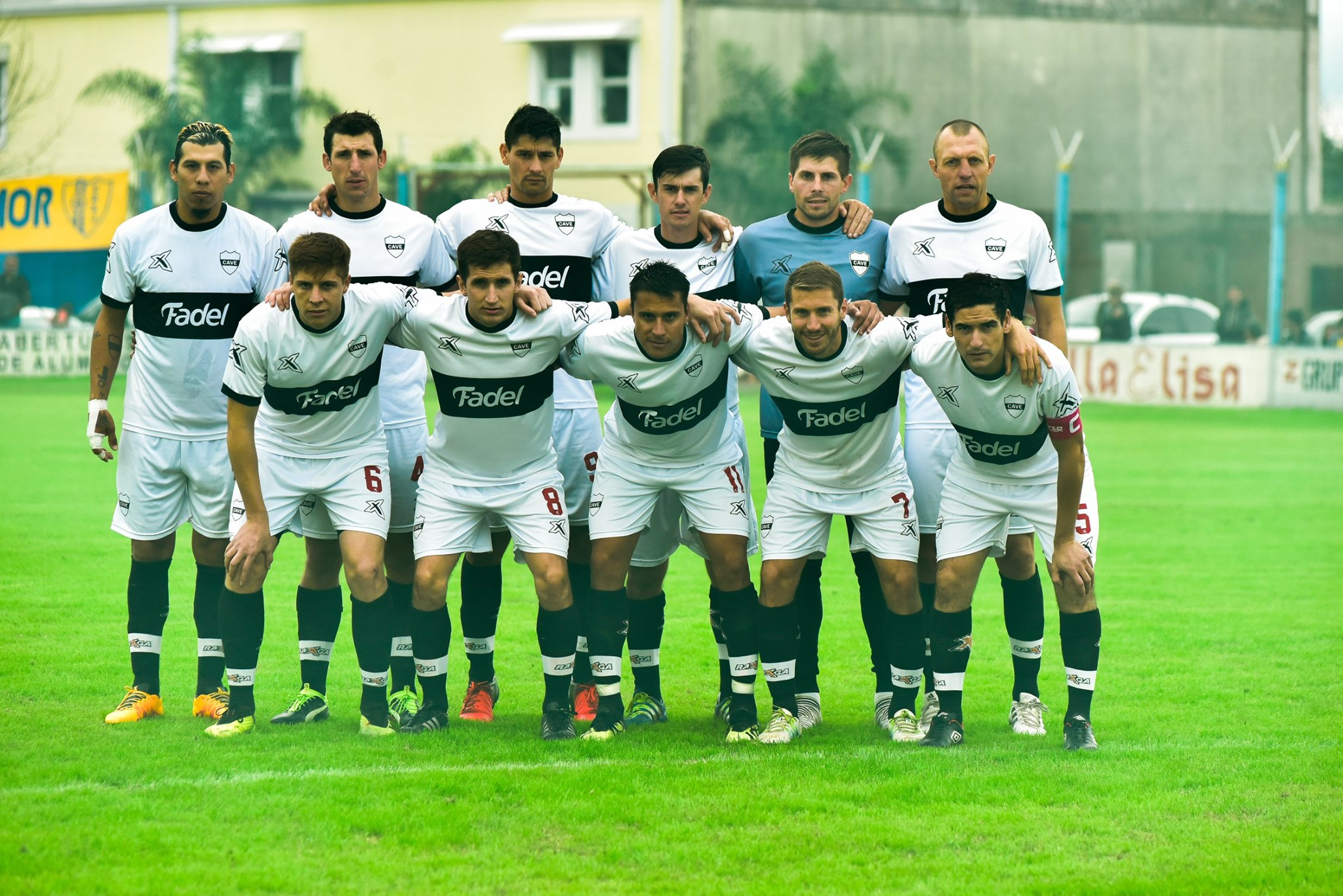
Varios de los jugadores fundamentales en los Torneos Federal y en los campeonatos obtenidos entre 2016 y 2019

Veintidós años después y bajo la conducción técnica de Gustavo "Papera" Mena en lo que sería una de las épocas más gloriosas del Club, el CAVE participó del Torneo Federal C 2017 con un plantel repleto de grandes figuras (en su mayoría conformado por jugadores surgidos de las inferiores). Este torneo fue una experiencia inolvidable para el conjunto elisense que ganó todos los partidos de la zona 4 del Litoral Sur (de la que también formaron parte Santa María de Oro de Concordia, Barrio Sur y Sarmiento de Villaguay) gracias a un colosal nivel del equipo. En la siguiente fase Atlético eliminaría por penales a Comunicaciones de Concordia, alcanzando la instancia de semifinales donde se enfrentaría nuevamente a Santa María de Oro que esta vez eliminaría al albinegro. Cabe destacar que, además de realizar un torneo excepcional, los jugadores del Club realizaron un gran esfuerzo para conseguir fondos y poner a punto las instalaciones.

#### Torneo Federal B
En reconocimiento por la gran campaña realizada en el Federal C, Atlético fue invitado por el Consejo Federal a participar del Torneo Federal B 2017 donde formó parte de la Región Litoral Sur con otros 9 clubes. En esta competencia el CAVE logró una actuación más que digna ubicándose en la séptima posición; esta situación le abrió las puertas para participar de la primera edición del nuevo Torneo Regional Federal Amateur, sin embargo, debió renunciar a esta posibilidad por motivos económicos.

## Actividades
Cada una de las disciplinas deportivas cuenta con una subcomisión. La principal de estas actividades es el fútbol de primera división (aunque también se destaca el fútbol de veteranos, fútbol femenino e infantojuvenil); entre los jugadores nacidos de la cantera  que tuvieron una destacada trayectoria en el fútbol profesional se encuentran: Ricardo Noir, Maximiliano Caire, Silvio Giovenale, Jonathan Rougier, Mauro Chaulet. Además, se practican otras disciplinas como básquet (donde sobresale la figura de Diana Cabrera, quien es parte de la Selección de Básquetbol de Argentina), taekwondo (destacándose Cecilia Delaloye, campeona mundial en Italia 2014), patín, pádel, gimnasia artística y natación.
El CAVE tiene un importante rol social, inculcando valores a sus categorías infantiles y como lugar de encuentro para vecinos de todas las edades. Actualmente, la Institución cuenta con unos 600 socios activos que gozan de una gran variedad de beneficios. Desde el club se organizan distintas actividades sociales, tales como la colonia de vacaciones para niños y niñas de 4 a 12 años o los "Torneos Nocturnos de Fútbol 7", donde participan distintas casas comerciales de la localidad y la región.

### La Hinchada
Conocida como "LA 33", la hinchada del CAVE acompaña al equipo en todas las temporadas, domingo tras domingo. La historia de su denominación merece un párrafo aparte: surge ya que al momento de conformarse la "barra", el jugador surgido de las inferiores de Atlético Villa Elisa, Ricardo Noir, debutada en la máxima categoría del fútbol argentino portando la camiseta número 33. En aquel histórico partido disputado el 17 de mayo de 2008, "Tito" marcó el gol agónico que le daría la victoria a  Boca Juniors ante Racing Club por dos goles contra uno.

## Instalaciones
A lo largo de su historia el Club cambió dos veces la ubicación de su cancha, hasta que se asentó definitivamente en el "2 de Junio", estadio que recibe su nombre en conmemoración a la fecha en que fue fundada la Institución y en el cual la Blanca y Negra disputa sus encuentros en condición de local. Dentro del mismo Campo de Deportes (ubicado en la intersección de las calles José Guex y El Paraíso) se encuentran la cancha de fútbol infantil, servicio de cantina, un gimnasio y un bufé. 
Además, en la confluencia de las calles Emilio Francou e Hipólito Yrigoyen, el Club cuenta con importantes instalaciones: una sede social, una destacada cancha de básquet con piso parqué, una cancha de pádel y un salón de eventos.

## Clásico
El CAVE disputa el Clásico Elisense con su vecino e histórico rival, el Club Recreativo San Jorge (CRSJ). Este partido es uno de los cotejos más importantes no sólo a nivel departamental, sino que es uno de los partidos de fútbol más emocionantes de toda la provincia de Entre Ríos, repleto de pasión y colorido. En la historia del clásico se destacan los 6 años (entre 2011 y 2017) en los que Atlético logró una impresionante racha de 10 partidos sin sufrir derrotas ante su archirrival.